# Trésor de Chatuzange

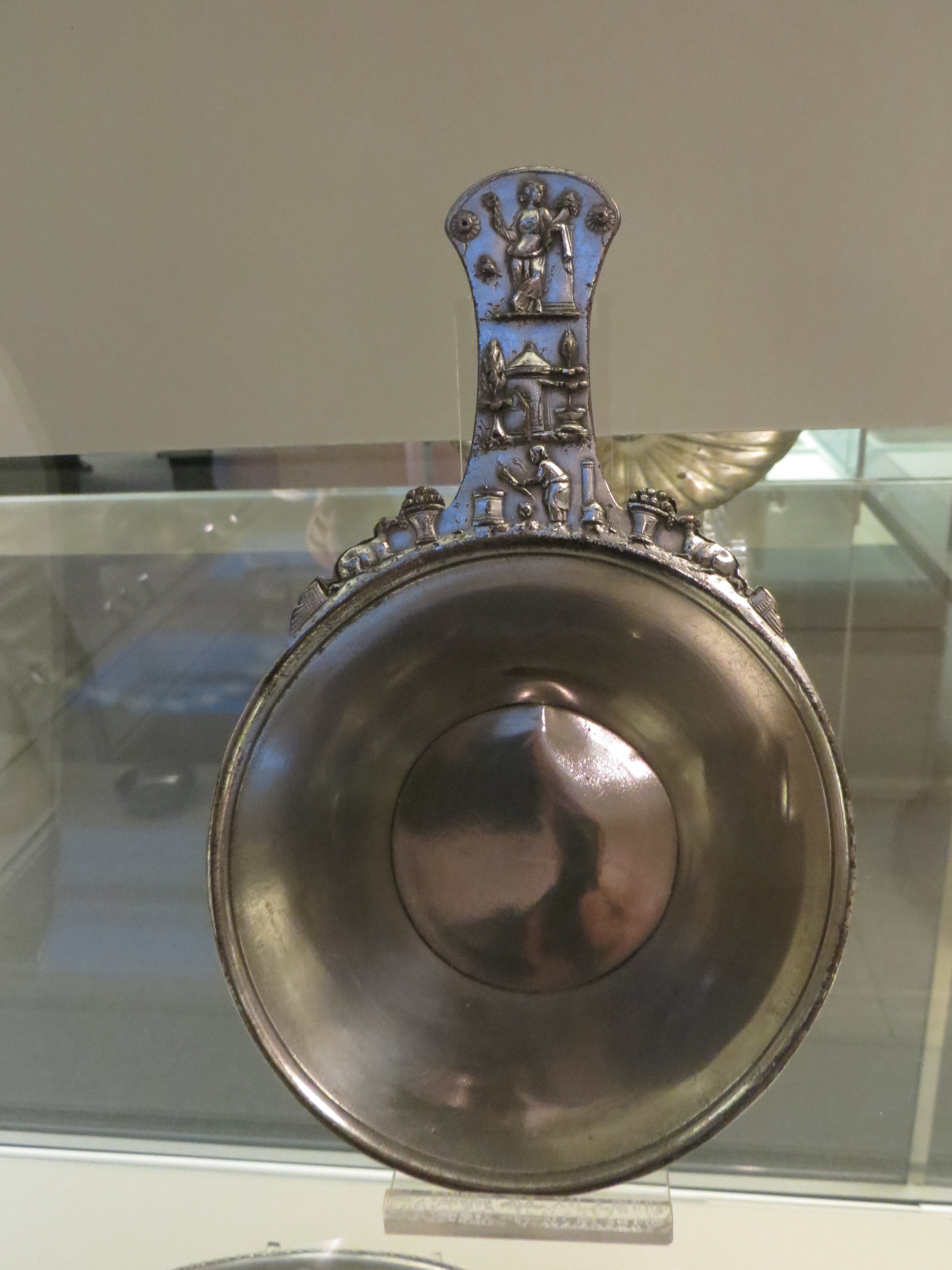
Poëlon ou patère à manche décoré d'une représentation de Fortuna et de scènes familières en repoussé (320 g)

Le trésor de Chatuzange est un trésor d'argenterie romaine découvert à Chatuzange-le-Goubet (Drôme) en 1888. Il est désormais exposé au British Museum à Londres qui l'a acheté en 1893.

## Découverte
En 1888, à Chatuzange-le-Goubet, aux environs de Bourg-de-Péage, six pièces d'argenterie sont mises au jour dans un champ au milieu de vestiges de maçonneries antiques où ont déjà été remarquées des poteries. Cette partie du champ n'a pas été labourée, la découverte de 1888 délivre un trésor resté en place et en très bon état.

## Galerie

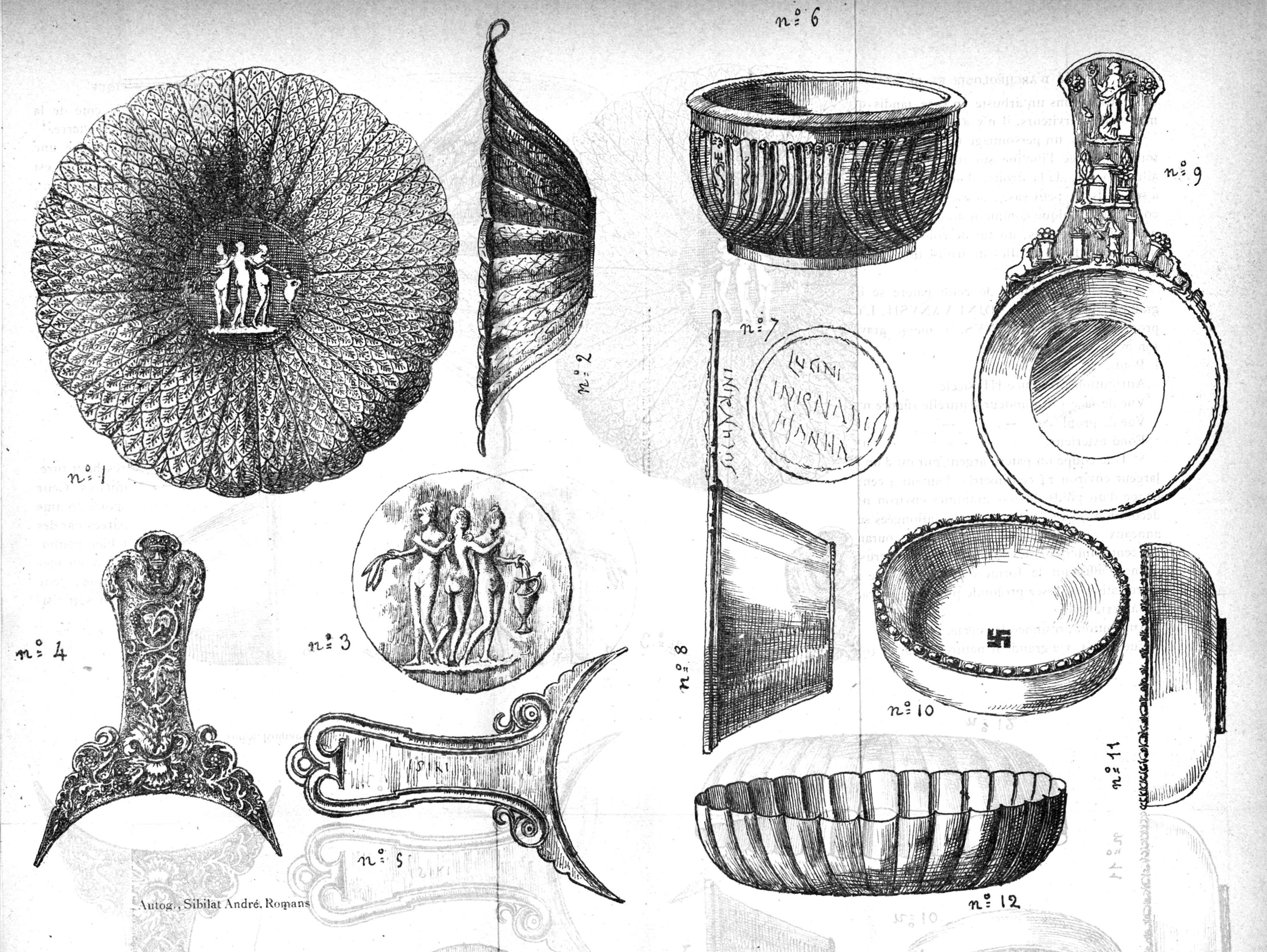
Planche publiée en 1888 dans le Bulletin de la Société d'Archéologie de la Drôme
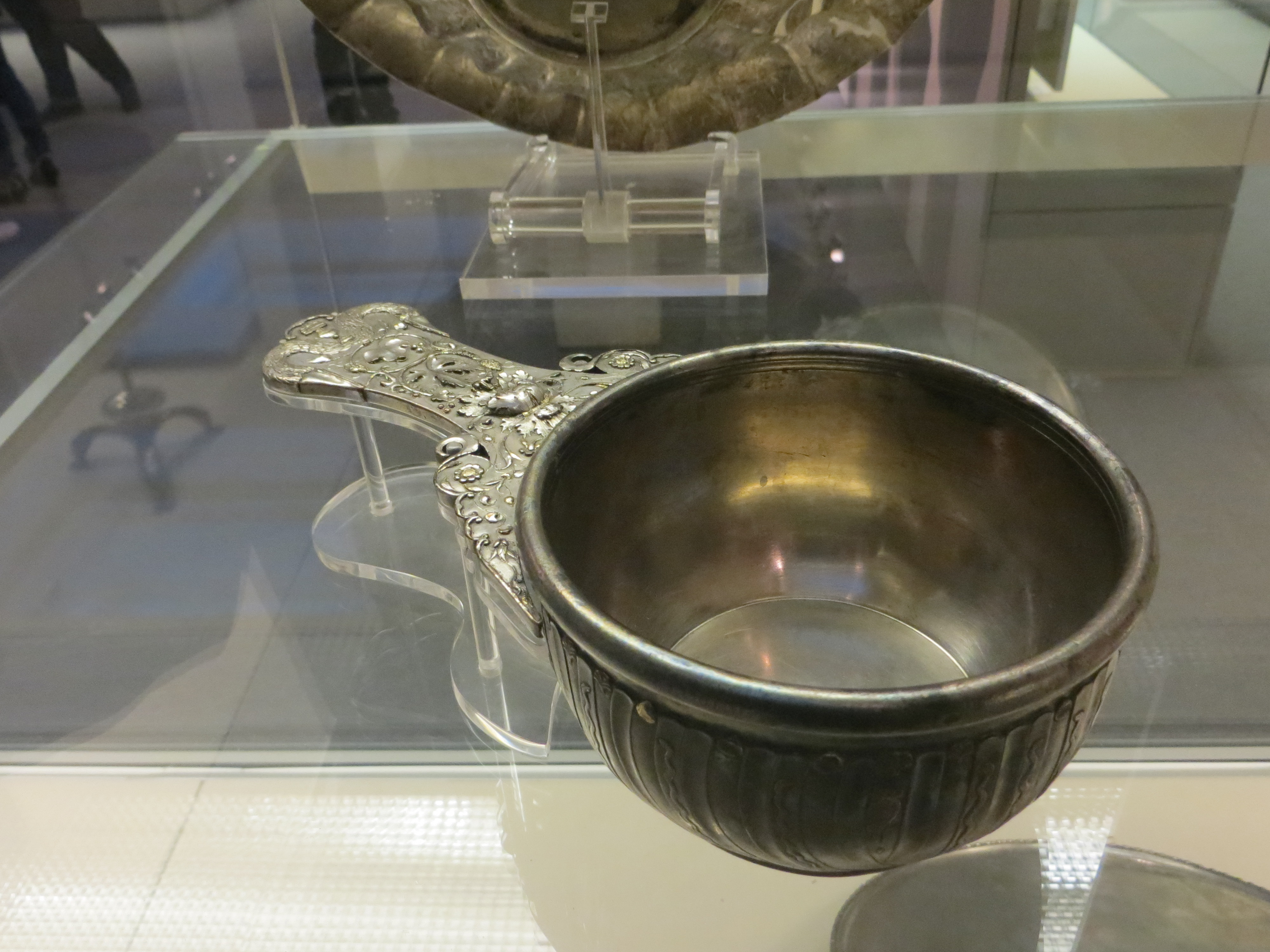
Bol en argent muni d'un manche amovible décoré (760 g)
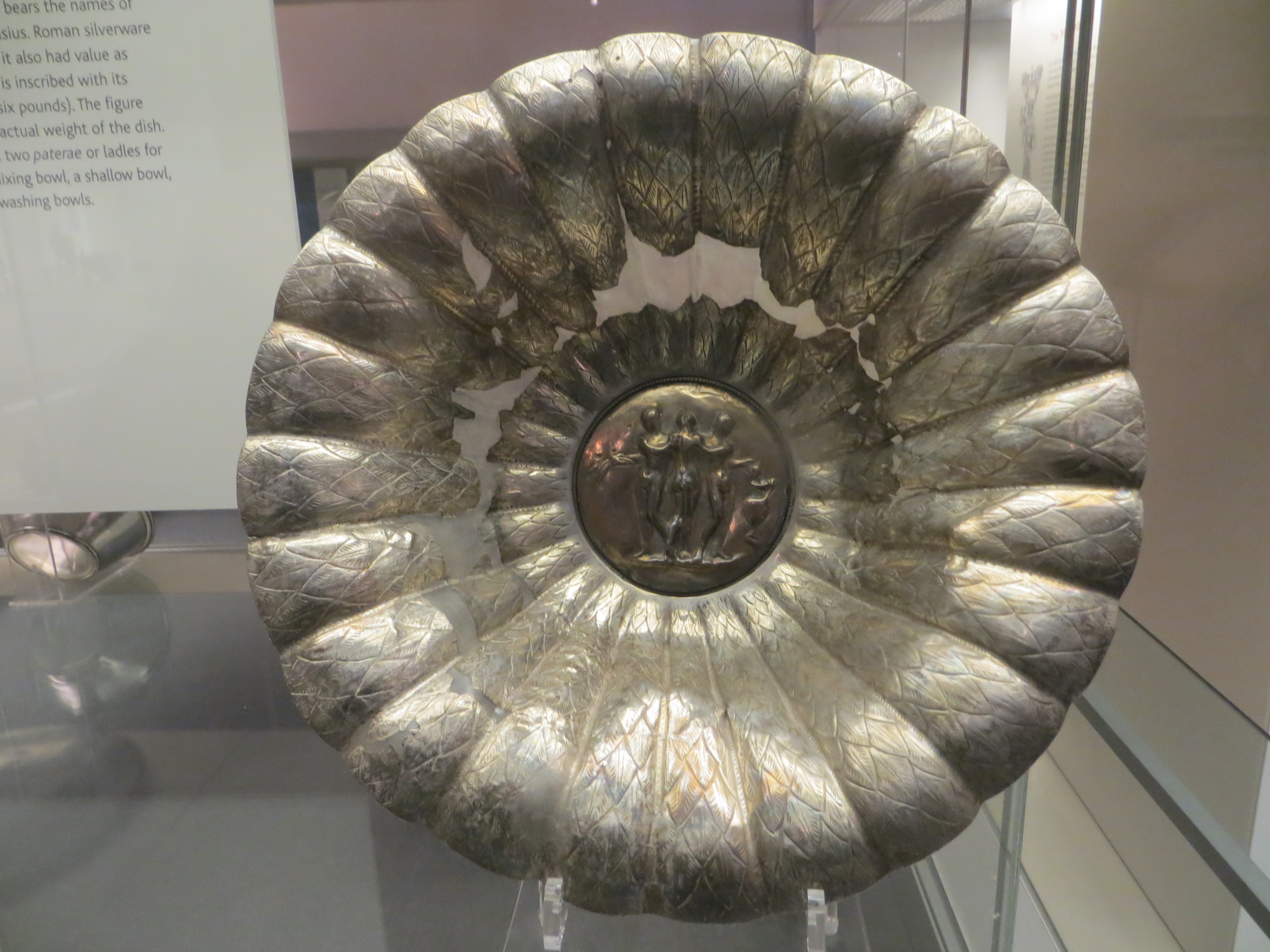
Coupe ouvragée décorée d'un médaillon des Trois grâces (1600 g)
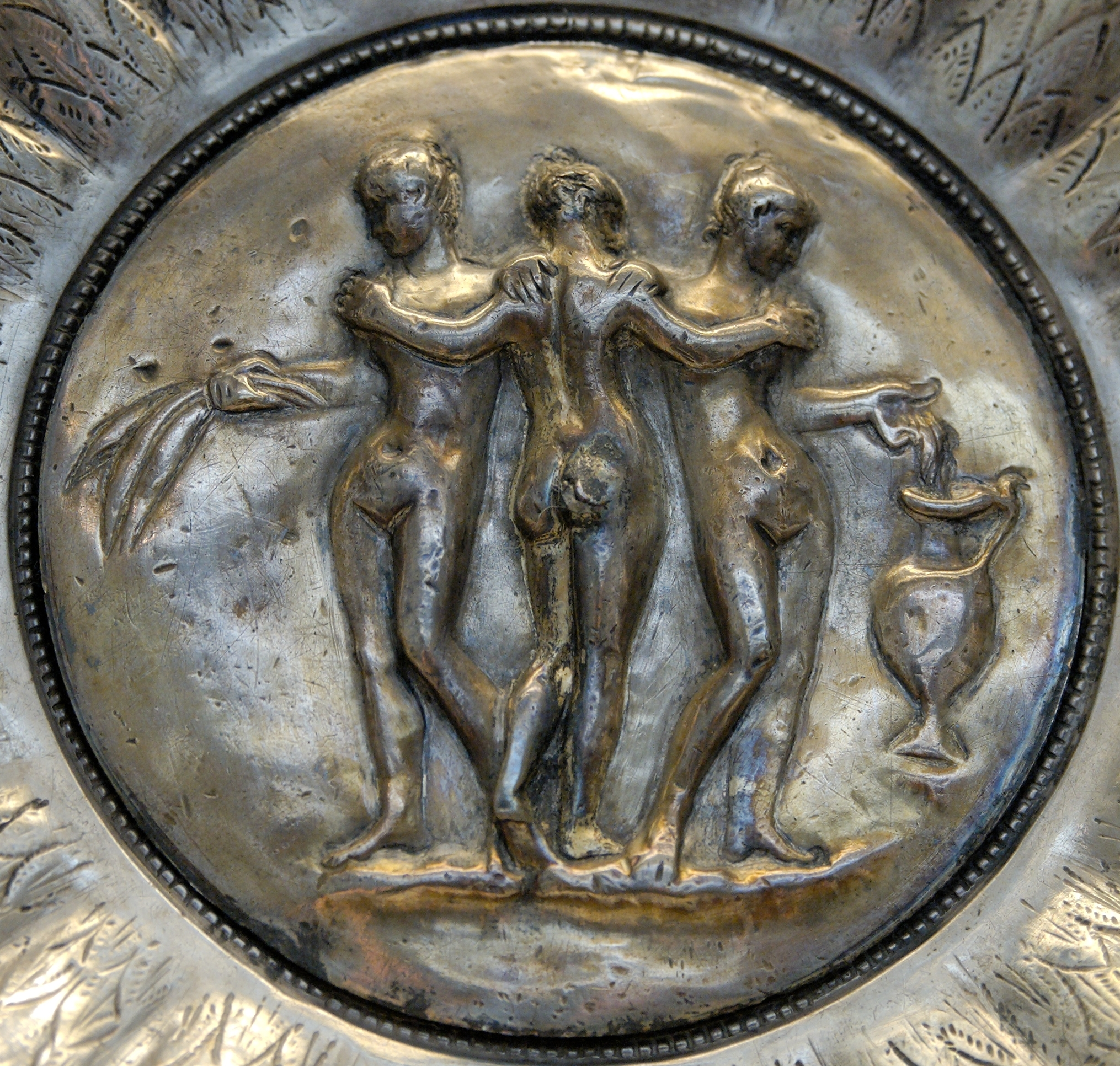
Détail du médaillon ou emblema (10 cm de diamètre)
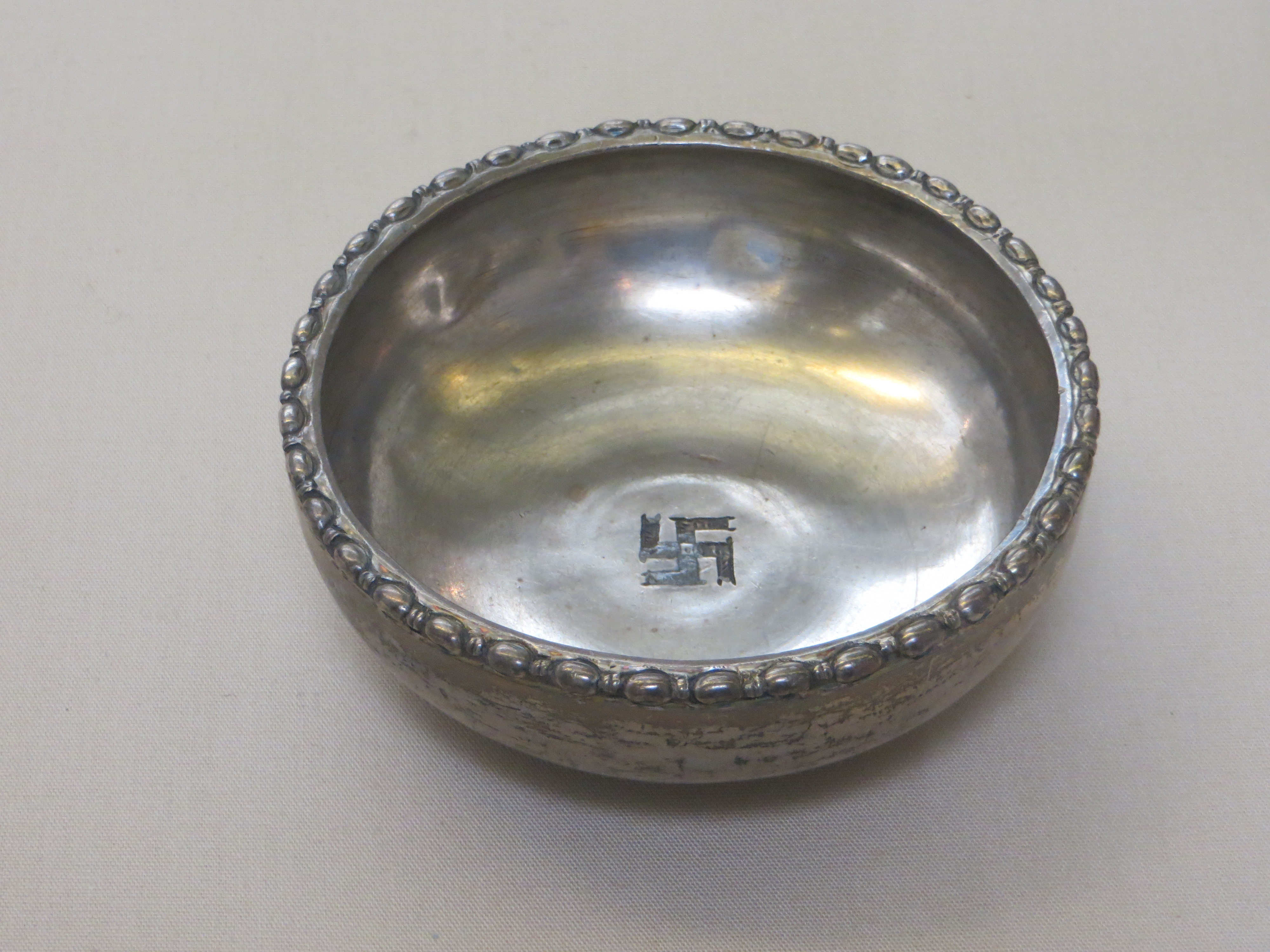
Bol décorée d'une swastika à la surface niellée (300 g)
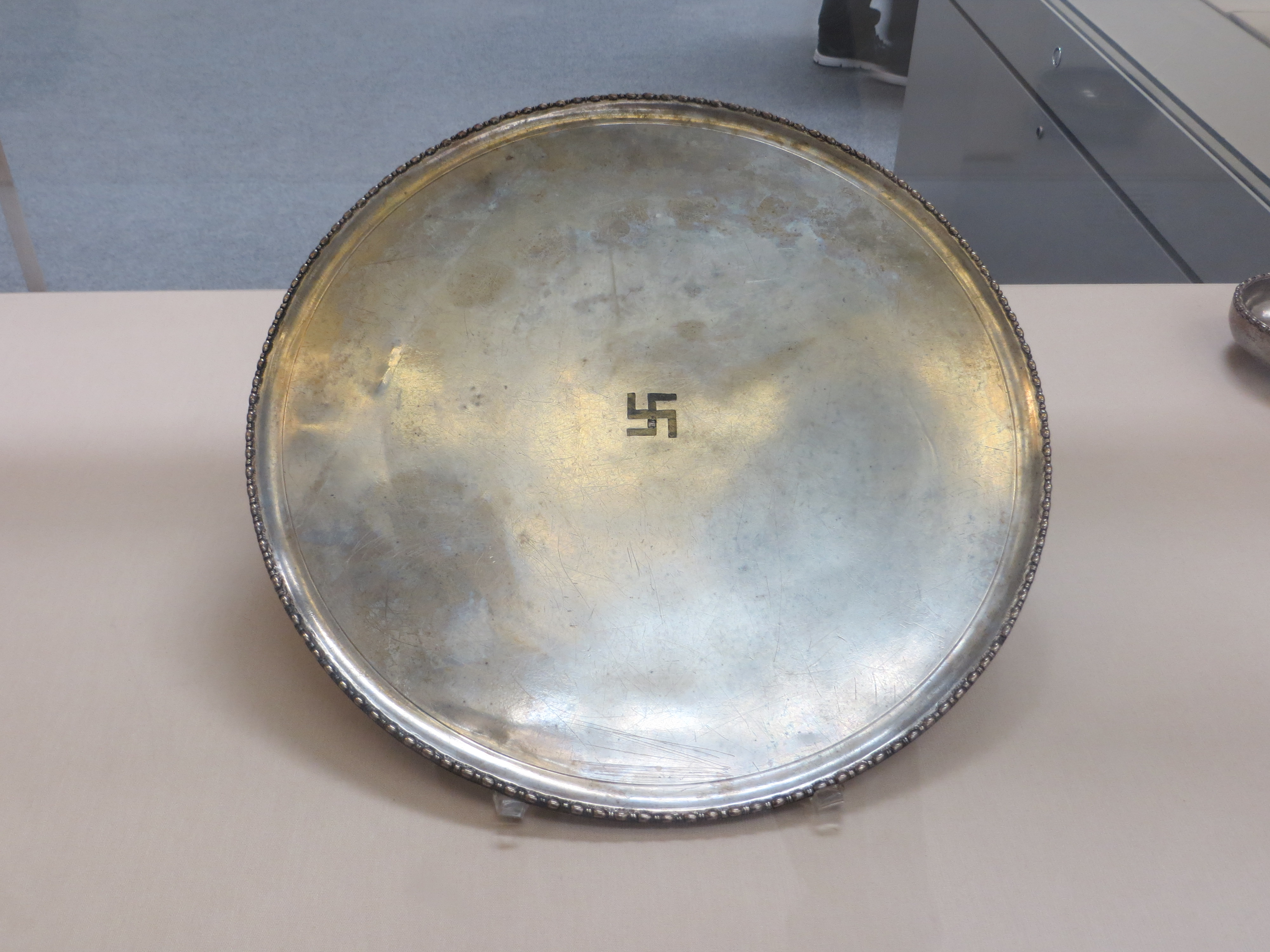
Plat avec une swastika estampée (1920 g)